# Wagner Moura
Wagner Maniçoba de Moura (* 27. června 1976 Salvador, Brazílie) je brazilský filmový, televizní a divadelní herec. Celosvětově se proslavil rolí Pabla Escobara v televizním seriálu Narcos, za kterou získal nominaci na Zlatý glóbus.

## Životopis
Narodil se ve městě Salvador na severovýchodě Brazílie, ale vyrůstal v malém městečku Rodelas. Jeho matka Alderiva byla ženou v domácnosti a jeho otec José Moura sloužil u brazilských leteckých sil. Ve třinácti letech se s rodinou přestěhoval zpět do Salvadoru.
Vystudoval žurnalistiku na Státní bahijské univerzitě, ale rozhodl se, že se stane hercem.
V roce 2001 se oženil s novinářkou a fotografkou Sandrou Delgadou, se kterou má tři syny: Bema, Salvadora a Josého. Praktikuje transcendentální meditaci. Jeho mateřským jazykem je portugalština, kromě ní mluví plynně také anglicky a španělsky. Aby věrohodně ztvárnil Pabla Escobara v seriálu Narcos, vrátil se na vysokou školu, kde chodil na kurzy španělštiny pro cizince, aby se naučil vyslovovat jako rodilý Španěl.

## Filmografie

### Film
| Rok  | Název                               | Role                            | Poznámky                   |
| ---- | ----------------------------------- | ------------------------------- | -------------------------- |
| 1998 | Pop Killer                          |                                 | krátkometrážní film        |
| 1999 | Rádio Gogó                          | Replay                          | krátkometrážní film        |
| 2000 | Chilli, sex a samba                 | Rafi                            |                            |
| 2001 | V žáru slunce                       | Matheus                         |                            |
| 2002 | As Três Marias                      | Jesuíno Cruz                    |                            |
| 2003 | Deus É Brasileiro                   | Taoca                           |                            |
| 2003 | O Homem do Ano                      | Suel                            |                            |
| 2003 | Vzpoura ve věznici Carandiru        | Zico                            |                            |
| 2003 | O Caminho das Nuvens                | Romão                           |                            |
| 2004 | Nina                                | Blind Man                       |                            |
| 2005 | Cidade Baixa                        | Naldinho                        |                            |
| 2005 | A Máquina                           | Televizní moderátor             |                            |
| 2007 | Ó Paí, Ó                            | Boca                            |                            |
| 2007 | Saneamento Básico                   | Joaquim                         |                            |
| 2007 | Elitní jednotka                     | kapitán Roberto Nascimento      |                            |
| 2008 | Romance                             | Pedro                           |                            |
| 2008 | Blackout                            | Marcelo                         |                            |
| 2009 | They Killed Sister Dorothy          | vypravěč (brazilská verze)      |                            |
| 2010 | Elitní jednotka 2: Vnitřní nepřítel | podplukovník Roberto Nascimento |                            |
| 2010 | VIPs                                | Marcelo da Rocha                |                            |
| 2011 | O Homem do Futuro                   | João (Zero)                     |                            |
| 2013 | A Busca                             | Theo                            |                            |
| 2013 | Elysium                             | Spider                          |                            |
| 2013 | Serra Pelada                        | Lindo Rico                      |                            |
| 2013 | Pláž Futuro                         | Donato                          |                            |
| 2014 | Rio, Eu Te Amo                      | Gui                             | Segment: „Inútil Paisagem“ |
| 2014 | Odpad                               | José Angelo                     |                            |
| 2019 | Marighella                          | —                               | režisér                    |
| 2019 | Kubánská spojka                     | Juan Pablo Roque                |                            |
| 2020 | Sergio                              | Sergio Vieira de Mello          |                            |
| 2022 | The Gray Man                        | Laszlo Sosa                     |                            |
| 2022 | Kocour v botách: Poslední přání     | Velký Zlý Vlk / Smrt (hlas)     |                            |
| 2023 | Civil War                           |                                 |                            |

### Televize
| Rok       | Název                   | Role                                     | Poznámky                        |
| --------- | ----------------------- | ---------------------------------------- | ------------------------------- |
| 2003      | Carga Pesada            | Pedrinho                                 |                                 |
| 2003–2004 | Sexo Frágil             | Edu / Magali                             | 20 dílů                         |
| 2004      | Programa Novo           | Magali                                   | TV film                         |
| 2005      | A Lua Me Disse          | Gustavo Bogari                           | telenovela, 121 dílů            |
| 2006      | JK                      | Juscelino Kubitschek (ve věku 18–43 let) | minisérie, 47 dílů              |
| 2007      | Paraíso Tropical        | Olavo Novaes                             | telenovela, 167 dílů            |
| 2013      | A Menina Sem Qualidades | Alexův otec                              | díl 1.4                         |
| 2015–2016 | Narcos                  | Pablo Escobar                            | hlavní role, 20 epizod          |
| 2018      | American Experience     | Cândido Rondon (hlas)                    | díl: „Into the Amazon“          |
| 2018      | Narcos: Mexico          | Pablo Escobar                            | díl: „The Colombian Connection“ |